# 7-ма піхотна дивізія (Третій Рейх)
7-ма піхотна дивізія (Третій Рейх) (нім. 7. Infanterie-Division) — піхотна дивізія Вермахту за часів Другої світової війни.

## Історія
7-ма піхотна дивізія була створена 1 жовтня 1934 року під час 1-ї хвилі мобілізації в Мюнхені в 7-му військовому окрузі (нім. Wehrkreis VII).

## Райони бойових дій
- Німеччина (жовтень 1934 — вересень 1939);
- Польща (вересень — жовтень 1939);
- Німеччина (жовтень 1939 — травень 1940);
- Бельгія та Франція (травень 1940 — квітень 1941);
- Польща (квітень — червень 1941);
- СРСР (центральний напрямок) (червень 1941 — лютий 1945);
- Данциг (лютий — травень 1945).

## Командування

### Командири
- генерал-лейтенант Франц Гальдер (нім. Franz Halder) (1 жовтня 1934 — 12 листопада 1936);
- генерал-лейтенант Отто Гартманн (нім. Otto Hartmann) (12 листопада 1936 — 31 липня 1939);
- генерал-майор Ойген Отт (нім. Eugen Ott) (1 серпня — 30 вересня 1939);
- генерал-лейтенант барон Еккард фон Габленц (нім. Eccard Freiherr von Gablenz) (30 вересня 1939 — 13 грудня 1941);
- генерал-майор Ганс Йордан (нім. Hans Jordan) (13 грудня 1941 — 1 листопада 1942);
- генерал-лейтенант Фріц-Георг фон Раппард (нім. Fritz-Georg von Rappard) (1 листопада 1942 — 2 жовтня 1943);
- оберст Карл Андре (нім. Carl André) (2 жовтня — 30 листопада 1943);
- генерал-майор Густав Гір (нім. Gustav Gihr) (30 листопада — 8 грудня 1943);
- генерал-лейтенант Фріц-Георг фон Раппард (8 грудня 1943 — 8 травня 1945);
- генерал-майор Алоїз Вебер (нім. Alois Weber) (серпень 1944; ТВО).

## Нагороджені дивізії
Нагороджені Сертифікатом Пошани Головнокомандувача Сухопутних військ для військових формувань Вермахту
- 18 липня 1941 — 7-й протитанковий дивізіон за бойові дії під час вторгнення в СРСР 23 червня 1941 (040);

Нагороджені Сертифікатом Пошани Головнокомандувача Сухопутних військ для військових формувань Вермахту за збитий літак противника
- 24 вересня 1942 — штабна рота 61-го піхотного полку за дії 26 травня 1942 (248);

Нагороджені дивізії
|  | Кавалери Нагрудного знаку ближнього бою в золоті                                                           | 15 |
|  | Кавалери Золотого Німецького Хреста                                                                        | 162 |
|  | Кавалери Срібного Німецького Хреста                                                                        | 2 |
|  | Кавалери Лицарського хреста Залізного хреста з Дубовим листям                                              | 5 (№ 579 оберст Алоїз Вебер — 10.09.1944 № 638 гауптман Едуард Бруннер — 28.10.1944 № 695 майор Алоїс Айзеле — 12.01.1945 № 702 оберст Макс Райнвальд — 18.01.1945 № 751 генерал-лейтенант Фріц-Георг фон Раппард — 24.02.1945) |
|  | Кавалери Лицарського хреста Залізного хреста                                                               | 52 |
|  | Кавалери Почесної застібки Сухопутних військ «Почесна застібка на орденську стрічку для Сухопутних військ» | 39 |

- Нагороджені Сертифікатом Пошани Головнокомандувача Сухопутних військ (15)